# Goa
 For alternative betydninger, se Goa (flertydig). (Se også artikler, som begynder med Goa)
Goa er en delstat i det vestlige Indien. Fra 1510 til 1961 var Goa en portugisisk besiddelse. Goa er et populært rejsemål for vesterlændinge.
Fakta om Goa:
- Officielt sprog: konkani
- Andre sprog: portugisisk, hindi, engelsk.
- Religioner: hinduisme, islam, kristendom (romersk-katolsk).
- Hovedstad: Panaji
- Areal: 3.702 km²
- Befolkning: 1.343.998 (2001)

## Historie
Goa blev en portugisisk koloni i 1505 og overgik fra kolonistatus til at være en portugisisk provins i 1951. Området blev annekteret af Indien i 1961, hvilket ikke blev anerkendt af Portugal før den portugisiske revolution i 1975.
I 1960'erne og 1970'erne var Goa først og fremmest kendt for sine hippiefester på stranden. I de senere år er det dog charterturisterne, som fylder mest. Det var dog hippierne, der opfandt musikgenren "Goa House", et af områdets vartegn.
Goa er et af de grønnere områder i Indien, idet det regner store dele af året. Goa siges derfor at være et af de smukkeste steder at besøge, specielt området Palolim i syd-Goa er et yndet feriemål for turister, der ønsker fred og ro i de smukke grønne omgivelser med hvide sandstrande.

## Geografi
Goa er Indiens mindste delstat med hensyn til areal og den næstmindste med hensyn til befolkningstal.
Området ligger ud til Det Arabiske Hav mod vest og har grænse til indiske delstater med Maharashtra mod nord og Karnataka mod syd og øst.

## Galleri
- Basilikaen Bom Jesus i den tidligere portugisiske koloni, Goa.
- Luftfooto af Aguada Fort, North Goa